# Бецкой, Иван Иванович
Ива́н Ива́нович Бецко́й, Бе́цкий (3 [14] февраля 1704, Стокгольм — 25 августа [5 сентября] 1795, Санкт-Петербург) — русский государственный деятель, видный представитель русского Просвещения, личный секретарь императрицы Екатерины II (1762—1779), президент Императорской Академии художеств (в 1763—1794), инициатор создания Смольного института (1764) и Воспитательных домов в Москве (1764) и Санкт-Петербурге (1770) с госпиталем для рожениц.  При его содействии были открыты Императорское коммерческое училище, училище при Академии художеств, куда принимали мальчиков разных сословий (кроме крепостных), отделение для девочек-мещанок при Смольном институте. Возглавлял комиссию по каменному строению в Санкт-Петербурге и Москве. Путём воспитания Бецкой стремился создать «новую породу людей» — дворян и представителей других сословий, способных гуманно обращаться с крестьянами и справедливо управлять государством.

## Биография
Внебрачный сын генерал-фельдмаршала князя Ивана Юрьевича Трубецкого, сокращённую фамилию которого впоследствии и получил, и неизвестной по имени шведской баронессы из рода Вреде (или по данным Е. Е. Трубецкой, графини из рода Шпарр). Родился в Стокгольме, где отец его был в плену, и там же прожил детские годы. Получив сначала под руководством отца «преизрядное учение», Бецкой был послан для дальнейшего образования в Копенгаген, в местный кадетский корпус; затем недолго служил в датском кавалерийском полку, во время учения был сброшен лошадью и сильно помят, что, по-видимому, и принудило его отказаться от военной службы.
Он долго путешествовал по Европе, а 1722–1726 годы провёл «для науки» в Париже, где, вместе с тем, состоял секретарём при русском после и был представлен герцогине Иоганне Елизавете Ангальт-Цербстской (матери Екатерины II), которая и в то время, и впоследствии относилась к нему очень милостиво (благодаря чему возникла гипотеза о том, что Екатерина II — его дочь).
В России Бецкой сначала состоял флигель-адъютантом при отце в Киеве и в Москве, а в 1729 году определился на службу в Коллегию иностранных дел, от которой нередко был посылаем в качестве кабинет-курьера в Берлин, Вену и Париж. Благодаря отцу и сводной сестре Анастасии Ивановне, жене принца Людвига Гессен-Гомбургского, Бецкой стал близок ко двору Елизаветы Петровны. Исследованиями П. М. Майкова установлено, что он совсем не принимал участия в перевороте 25 ноября (6 декабря) 1741 года, возведшем на престол Елизавету.
Вследствие интриг канцлера Бестужева Бецкой был вынужден (1747) выйти в отставку. Он выехал за границу и по дороге туда старался, по собственным его словам, «ничего не пропустить из пространной живой книги природы и всего виденного, выразительнее всяких книг научающей почерпнуть все важные сведения к большому образованию сердца и ума». За границей Бецкой прожил 15 лет, преимущественно в Париже, где посещал светские салоны, свел знакомство с энциклопедистами и путём бесед и чтения усвоил себе модные тогда идеи.
Пётр III в начале 1762 года вызвал Бецкого в Петербург, произвел в генерал-поручики и назначил главным директором Канцелярии строений и домов его величества. В перевороте 28 июня (9 июля) 1762 года Бецкой не принимал участия и о приготовлениях к нему, по-видимому, ничего не знал; может быть, потому, что всегда равнодушно относился к политике в собственном смысле. Екатерина II, знавшая Бецкого с самого приезда своего в Россию, приблизила его к себе, оценила его образованность, изящный вкус, его тяготение к рационализму, на котором и сама воспиталась. В дела государственные Бецкой не вмешивался и влияния на них не имел; он отмежевал себе особую область — воспитательную.
Указом 3 марта 1763 года на него было возложено управление, а в 1764 он был назначен президентом Академии художеств, при которой он устроил воспитательное училище. 1 сентября 1763 года был обнародован манифест об учреждении московского воспитательного дома по плану, составленному, согласно одним данным, самим Бецким, согласно другим — профессором Московского университета А. А. Барсовым, по указаниям Бецкого. По мысли Бецкого, в Петербурге было открыто «воспитательное общество благородных девиц» (впоследствии Смольный институт), вверенное его главному попечению и руководству. В 1765 году он был назначен шефом Сухопутного шляхетского корпуса, для которого составил устав на новых началах. Деятельность его на этом посту носила неоднозначный характер. С. Р. Воронцов оценивал её так:

Офицеры, выходившие из старого кадетского корпуса, были хорошие военные и только; воспитанные же Бецким, играли комедии, писали стихи, знали, словом, всё, кроме того, что должен был знать офицер.

В 1768 году Екатерина II произвела Бецкого в чин действительного тайного советника. В 1772 году, по плану Бецкого и на средства Прокопия Демидова, было учреждено Воспитательное коммерческое училище для купеческих детей.
Вверив Бецкому руководство всеми учебными и воспитательными заведениями, Екатерина II одарила его большими богатствами, значительную долю которых он отдавал на дела благотворительности и особенно на развитие воспитательных учреждений. По образцу московского Бецкой открыл воспитательный дом в Петербурге, а при нём учредил вдовью и сохранную казны, в основу которых легли сделанные им щедрые пожертвования. В Петербурге про Бецкого ходили забавные стишки разнообразного содержания, как то (о его руководстве Смольным институтом):
 Иван Иваныч Бецкий,

 Человек немецкий,

 Воспитатель детский,

 Носил парик шведский

 В двенадцать лет

 Выпустил в свет

 Шестьдесят кур,

 Набитых дур. 

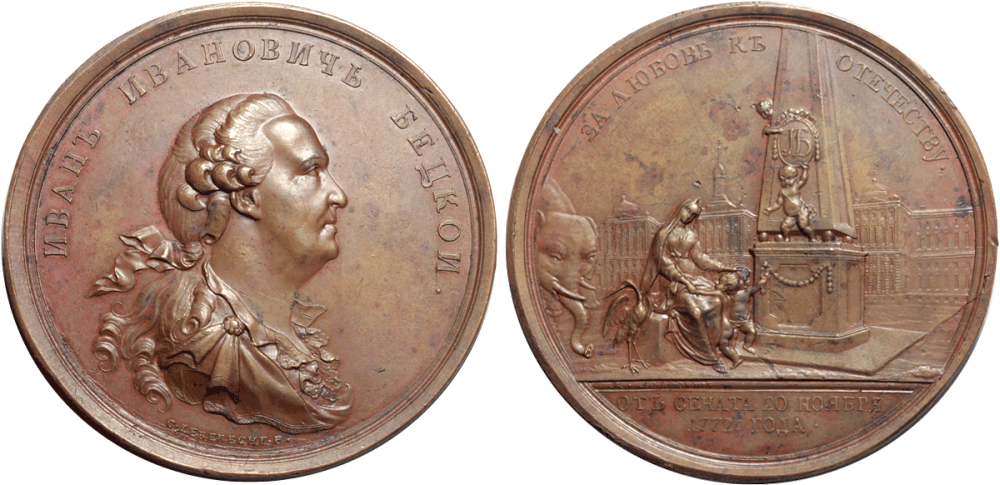
Медаль, отчеканенная Сенатом в честь Ивана Ивановича Бецкого в 1772 г. Гравер -К. Леберехт. Чеканка в меди.

В 1773 году Сенат в торжественном заседании поднес Бецкому выбитую в его честь, согласно Высочайшей воли, за учреждение на свои средства стипендий в 1772 году, большую золотую медаль, с надписью: «За любовь к отечеству. От Сената 20 ноября 1772 года». В качестве директора канцелярии строений Бецкой много способствовал украшению Петербурга казёнными постройками и сооружениями; самыми крупными памятниками этой стороны его деятельности остались монумент Петру Великому, гранитная набережная Невы и каналов и решётка Летнего сада. К концу жизни Бецкого Екатерина II охладела к нему, лишила его звания своего чтеца. Из её выражения: «Бецкой присвояет себе к славе государской» можно думать, что причина охлаждения коренилась в уверенности императрицы, что Бецкой единственно себе приписывает заслугу воспитательной реформы, между тем как Екатерина II и сама претендовала на значительную роль в этом деле.

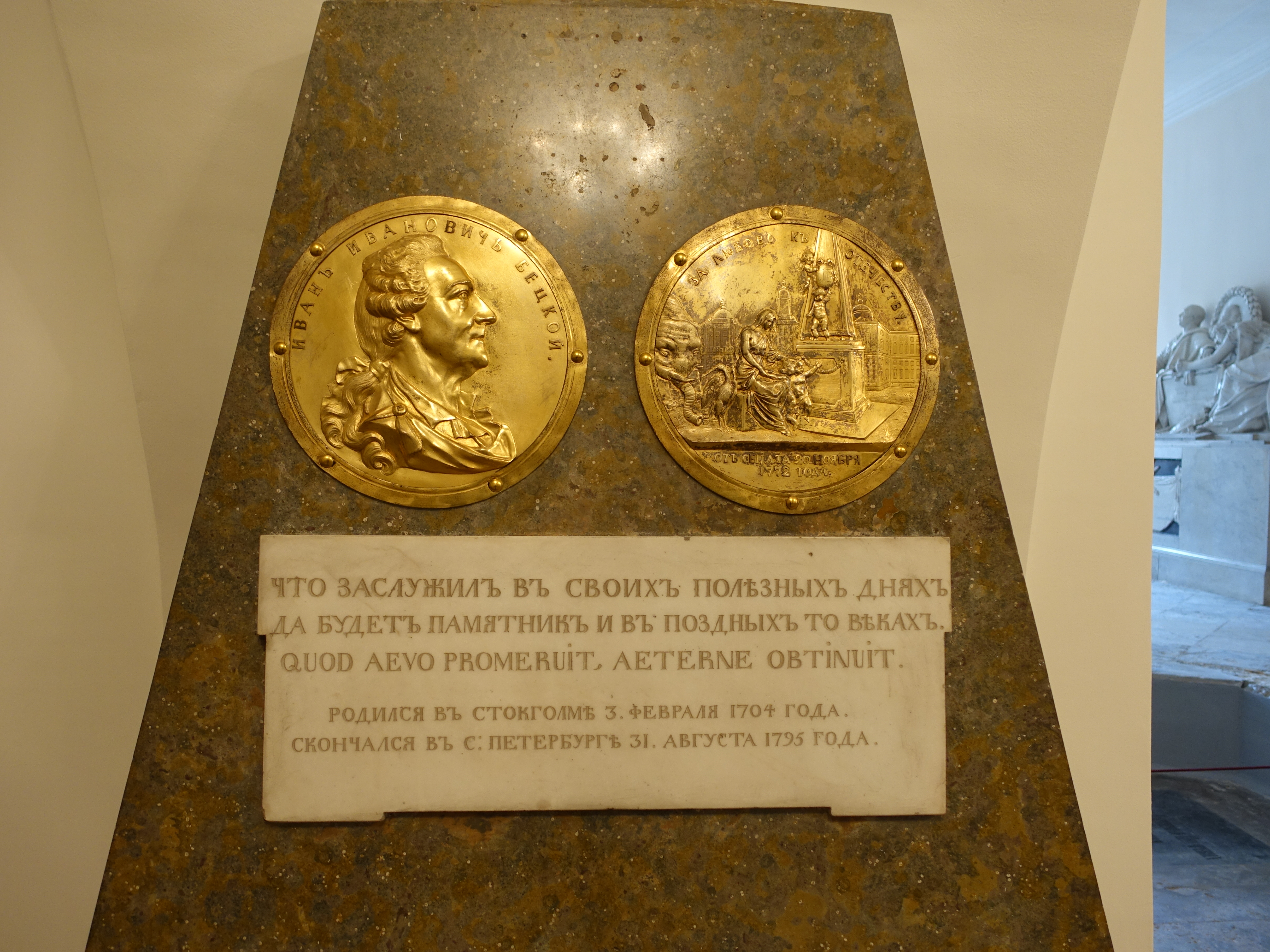
Надгробная плита И. И. Бецкого в Благовещенской церкви Александро-Невской лавры

Бецкой погребен в Александро-Невской лавре (Благовещенская церковь Александро-Невской лавры). На его надгробном памятнике помещены медальоны с изображением медали «За любовь к отечеству» и надпись:
ЧТО ЗАСЛУЖИЛЪ ВЪ СВОИХЪ ПОЛѢЗНЫХЪ ДНЯХЪ

ДА БУДЕТ ПАМЯТНИКЪ И ВЪ ПОЗДНИХЪ ТО ВѢКАХЪ.

QUOD AEVO PROMERUIT, AETERNE OBTINUIT.
<…>

Луч милости был, Бецкой, ты!
Кто в бранях крови лил потоки;

Кто грады в прах преображал –

Ты милосердья полн, любови,

Спасал, хранил, учил, писал;

Кто блеск метал – ты устранялся;

Кто богател – ты ущедрялся;

Кто расточал – ты жизнь берег;

Кто для себя – ты жил для всех.

<…>

## Педагогические взгляды

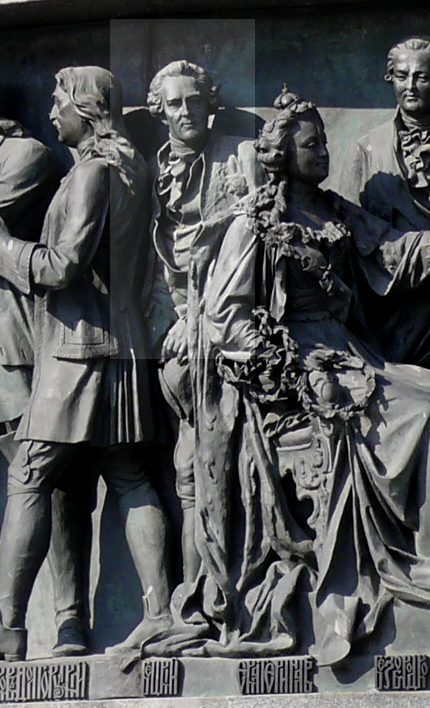
И. И. Бецкой на Памятнике «1000-летие России» в Великом Новгороде

Основные начала предпринятой Бецким воспитательной реформы изложены им в докладе: «Генеральное учреждение о воспитании юношества обоего пола», утверждённом императрицей 12 (23) марта 1764 года . В «Генеральном учреждении» — общими афористическими выражениями, а в уставах — по пунктам, в приложении к практическим надобностям, изложены педагогические воззрения западноевропейского рационализма. Взгляды Бецкого на методы воспитания были прогрессивны для своего времени: воспитатели должны быть «добросовестными и примера достойными людьми», обучать без принуждения, с учётом склонностей ребёнка, не применять телесных наказаний.
Бецкой из далеко не совпадающих воззрений Локка, Руссо и Гельвеция, принимая одно и отбрасывая другое, составил цельную систему. В её основе лежала задача создать новую породу людей. Образ нового человека определённо у Бецкого нигде не рисуется, но, судя по разбросанным замечаниям, главной его чертой было отсутствие тех отрицательных свойств, которые были характерны для современников. Отдельные положительные штрихи таковы: «Человек, чувствуя себя человеком, …не должен допускать поступать с собою как с животным»; «чтобы с изящным разумом изящнейшее ещё соединялося сердце»; «человек должен познать правила гражданской жизни».
Екатерина II, бывшая, как и Бецкой, последовательницей просветительной философии, сочувствовала этой грандиозной идее, и «Генеральное учреждение» составлено Бецким, несомненно, после предварительного обсуждения основных его положений совместно с императрицей. Средством достижения «новой породы» является воспитание. Не отрицая значения общего образования, образования ума, Бецкой центр тяжести переносит на образование сердца, на воспитание. «Корень всему злу и добру — воспитание», говорит он. «Украшенный или просвещённый науками разум не делает ещё доброго и прямого гражданина, но во многих случаях паче во вред бывает, если кто от самых нежных юности своей лет воспитан не в добродетелях».
Согласно с Руссо, Бецкой признает, что человек от природы не зол, а добр, и душа ребёнка подобна воску, на котором можно писать что угодно. Бецкой предлагает воспитательным учреждениям писать на ней доброе: «вселять в юношество страх Божий, утверждать сердце в похвальных склонностях, возбуждать в них охоту к трудолюбию, и чтобы страшились праздности; научить их пристойному поведению, учтивости, соболезнованию о бедных, несчастливых; обучать их домостроительству…, особливо же вкоренять в них… склонность к опрятности и чистоте».
Важно образовать в этом направлении сначала первое поколение, «новых отцов и матерей, которые бы детям своим те же прямые и основательные воспитания правила в сердце вселить могли, какие получили они сами, и так следуя из родов в роды, в будущие веки».
Но воспитание не может достигнуть своей цели, если первые воспитываемые поколения не будут совершенно изолированы от смежных с ними старших, погрязших в невежестве, рутине и пороках. Эту мысль, лишь слегка намеченную Руссо («нет врождённых пороков и злодейств, но дурные примеры их внушают»), Бецкой развил до крайних пределов.

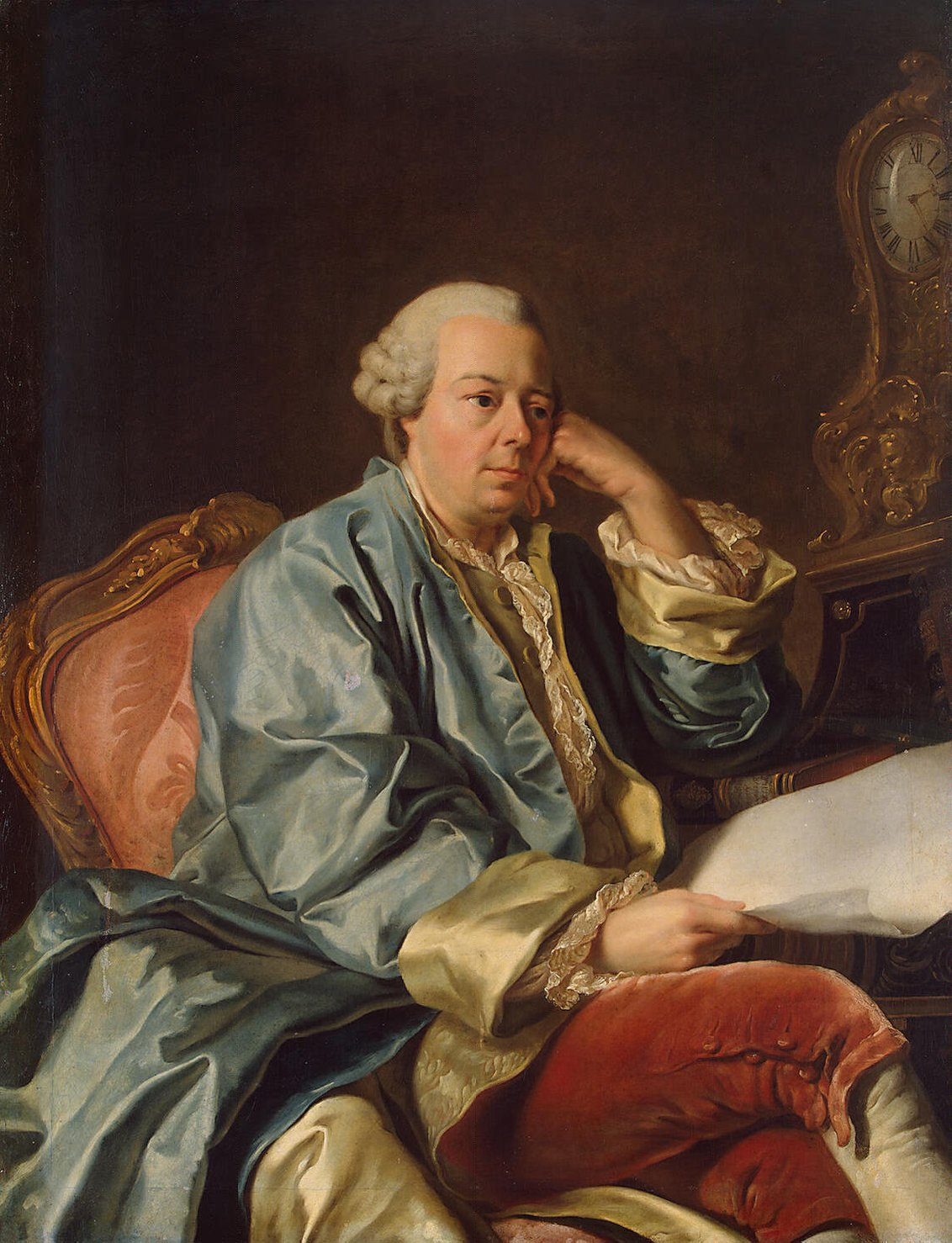
Иван Иванович Бецкой
Портрет работы А. Рослина

Между старым поколением и новым, по мысли Бецкого, надо создать искусственную преграду, дабы первое, «зверообразное и неистовое в словах и поступках» лишилось возможности оказывать какое-либо влияние на второе. Такой искусственной преградой должны были служить закрытые учебные заведения (интернаты), где, под руководством просвещённых наставников, дети и юноши выдерживались бы до тех пор, пока не окрепнет их сердце и не созреет ум, то есть до 18—20 лет.
Подобно Локку, Бецкой признавал значение физического воспитания и необходимость считаться с темпераментом ребёнка, а подобно Руссо «полагал надобность следовать по стопам натуры, не превозмогая и не переламывая её, но способствуя ей». С идеей педагогической Бецкой сливал и политико-социальное стремление: создать в России образованное третье сословие, «третий чин людей». Он видел, как росло на Западе нравственное, политическое и особенно экономическое значение этого сословия, и сожалел, что в России только «два чина установлены: дворяне и крестьяне», а купцы, мещане, ремесленники и связанные с этими званиями отрасли в государственной жизни значения не имели.
«В чужих государствах, — рассуждал Бецкой, — третий чин народа, заведённый уже за несколько веков, продолжается из рода в род: но как здесь (в России) сей чин ещё не находится, то мнится, в оном и нужда состоит… Прямое намерение нового учреждения (Воспитательного дома) — произвести людей, способных служить отечеству делами рук своих в различных искусствах и ремёслах». Устройство ряда заведений (воспитательные дома, мещанские училища при шляхетном корпусе и при Академии Художеств), помимо своих прямых и непосредственных задач, — воспитывать безродных детей, дать образование детям низших классов, — имело целью именно создание этого «третьего чина людей». Все педагогические планы Бецкого и уставы созданных им заведений собраны в отдельном издании: «Учреждения и Уставы, касающиеся до воспитания в России обоего пола юношества» (СПб., 1774). С усилением дворянской реакции после восстания Пугачёва эти воззрения показались слишком либеральными, и Бецкой был отстранён от руководства просветительными учреждениями.

### Награды
Кавалер орденов
- Орден Святого Александра Невского 9 (20) февраля 1762 года
- Орден Святого апостола Андрея Первозванного 21 апреля (2 мая) 1768 года
- Орден Святого Владимира I степени 23 октября (3 ноября) 1782 года. Награждён в  день учреждения ордена.

### Личная жизнь
Бецкой был холост, но имел ряд «воспитанниц», включая Анастасию Соколову, которой он завещал 80 000 рублей серебром и 40 000 ассигнациями, а также два каменных дома на Дворцовой набережной. Являлся куратором Смольного института, и, будучи уже пожилым человеком, забрал в дом к себе жить 17-летнюю выпускницу Глафиру Алымову, которую очень ревновал. Когда девушка вышла замуж и, не выдержав постоянного контроля Бецкого, бежала с мужем в Москву, Бецкого сразил удар, он чуть не умер и отошёл от большинства своих дел.

### Память

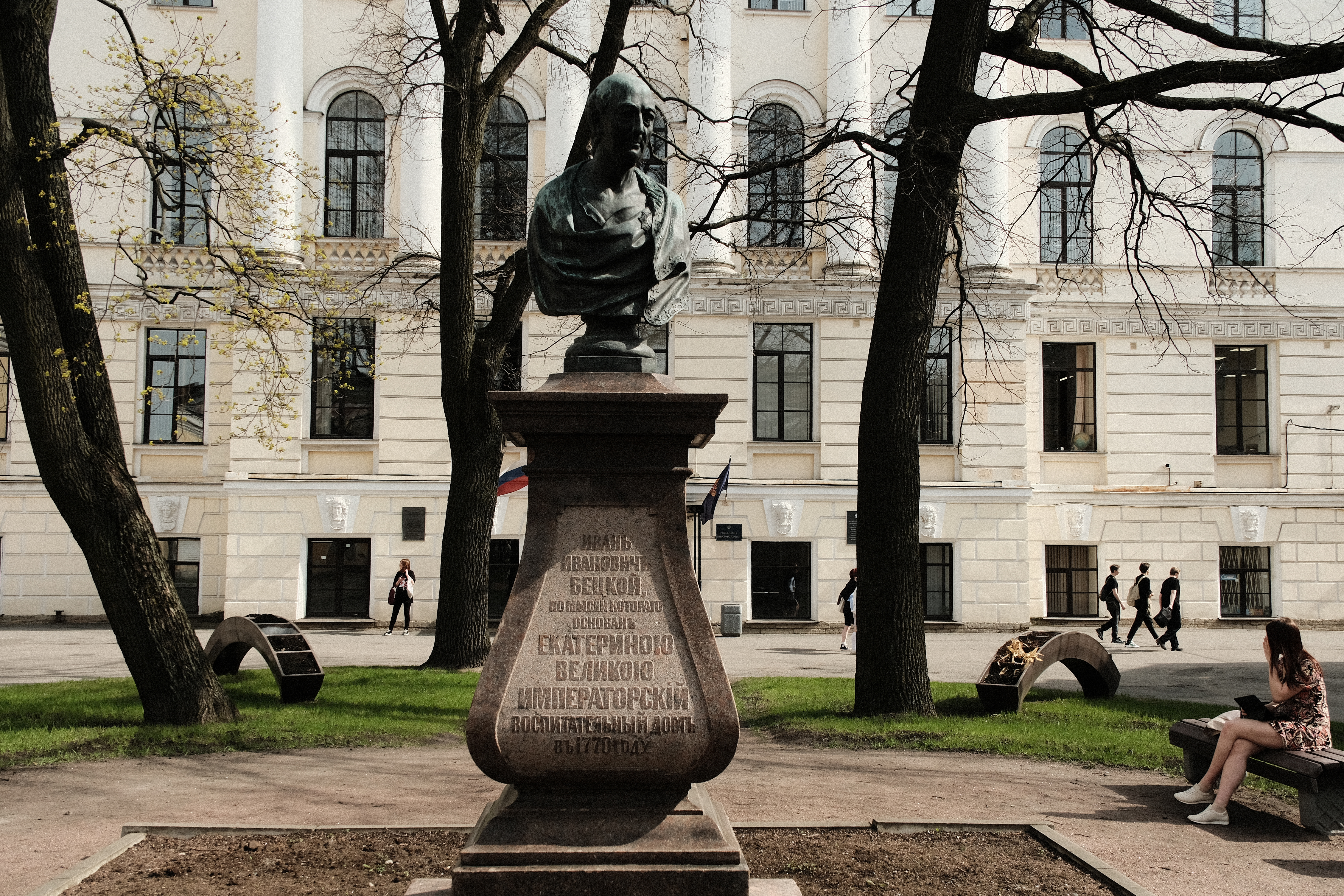
Бюст И. И. Бецкого на территории РГПУ им. А. И. Герцена, бывшего Воспитательного дома

- В 1868 году во дворе Петербургского Воспитательного дома установлен бюст Бецкого (1868, увеличенная копия скульптора А. П. Лаврецкого с оригинала Я. И. Земельгака, 1803; наб. р. Мойки, 52).
- Бронзовая фигура Бецкого помещена на памятниках императрице Екатерине II в Петербурге и Царском Селе, на фризе памятника «Тысячелетие России».
- Частично сохранился Дом Бецкого, расположенный в Санкт-Петербурге по адресу Дворцовая наб., 2.

## В художественной литературе
- Юрий Лиманов «Прелестное дитя греха», исторический роман, 2005 г.
- Михаил Казовский «Екатерина: мудрость и любовь», историческая повесть, 2010 г.
- Михаил Казовский «Наследник Ломоносова», историческая повесть, 2011 г.

## Публикации текстов
- Бецкой И. И. Письма И. И. Бецкого к императрице Екатерине Второй / Коммент. П. М. Майкова // Русская старина, 1896. — Т. 88. — № 11. — С. 381—420. Архивная копия от 6 марта 2016 на Wayback Machine
- Бецкой И. И. Письмо к Григорию Григорьевичу Гогелю, С.-Петербург, апреля 1784 г. / Сообщ. А. Ф. Бычков // Русская старина, 1873. — Т. 8. — № 11. — С. 715—717.Архивная копия от 3 ноября 2013 на Wayback Machine
- Бецкой И. И. Челобитная И. И. Бецкого об увольнении его в отпуск за границу / Сообщ. А. Ф. Бычков // Русский архив, 1866. — Вып. 11. — Стб. 1567—1569. Архивная копия от 3 ноября 2013 на Wayback Machine
- Бецкой И. И. Генерального плана Императорского воспитательного дома исполнительное учреждение вдовьей, ссудной и сохранной казны, в пользу всего общества. СПб., 1772.] Архивная копия от 1 декабря 2020 на Wayback Machine
- Бецкой И. И. Краткое наставление выбранное из лучших авторов с некоторыми физическими примечаниями о воспитании детей от рождения их до юношества. СПб., 1776. Архивная копия от 1 декабря 2020 на Wayback Machine
- Бецкой И. И. План коммерческого воспитательного училища. СПб., 1772. Архивная копия от 1 декабря 2020 на Wayback Machine
- Бецкой И. И. Устав воспитания двухсот благородных девиц учреждённого Её Величеством Государынею Императрицею] Екатериною Второю, Самодержицею Всероссийскою Материю Отечества, и прочее и прочее и прочее. СПб., 1764. Архивная копия от 1 декабря 2020 на Wayback Machine